# Double Negative
Double Negative är ett jordkonstverk, som finns i Moapa Valley på det platta berget Mormon Mesa, nära orten Overton i Nevada. Double Negative skapades 1969–1970 av Michael Heizer.
Konstverket består av en klyfta i berget, 9,1 meter bred, 15,2 meter djup och 457 meter lång. Två parallella snitt i berget har gjorts längs en naturlig kanjon, och den borttagna bergsmassan på 244.000 ton, huvudsakligen av bergarterna ryolit och sandsten, har dumpats i klyftan.  Begreppet "negativ" i dess titel alluderar på konstbegreppet negativt rum, rummet omkring och mellan motivdelarna i en bild. Konstverket Double Negative består i grunden av vad som inte ingår, det vill säga det berg som tagits bort.
Konstgalleristen Virginia Dwan finansierade 1969 köpet av den 24,3 hektar stora platsen för konstverket, och Michel Heizer överförde äganderätten till Dwan Gallery. Virginia Dwan har senare donerat konstverket till Museum of Contemporary Art, Los Angeles (MoCA) 1984. I överenskommelsen med museet ingår att museet inte får restaurera konstverket, eftersom Michael Heizer menat att naturen ska ges tillfälle att återerövra det förlorade utrymmet genom erosion av väder och vind. Senare har Heizer dock uttryckt uppfattningen att restaurering kan göras.